# Семки (Псковская область)
Семки — деревня в Шиковской волости Островского района Псковской области.
Расположена в 62 км к востоку от города Острова и в 14 км к северу от волостного центра, деревни Шики.
Численность населения деревни по состоянию на 2000 год составляла 11 человек.